# 屈夫里
屈夫里（法語：Cuvry，法語發音：[kyvʁi]）是法国摩泽尔省的一个市镇，位于该省西南部，属于梅斯区。

## 地理
屈夫里（49°2'35"N, 6°9'33"E）面积5.44 平方千米，位于法国大東部大區摩泽尔省，该省份为法国东北部内陆省份，是洛林的一部分，西南接默尔特-摩泽尔省，东临下莱茵省，北与卢森堡和德国接壤。
与屈夫里接壤的市镇（或旧市镇、城区）包括：欧尼、宽莱屈夫里、塞耶河畔宽、弗勒里、马尔利、普伊、普尔努瓦拉谢蒂沃、韦尔尼。

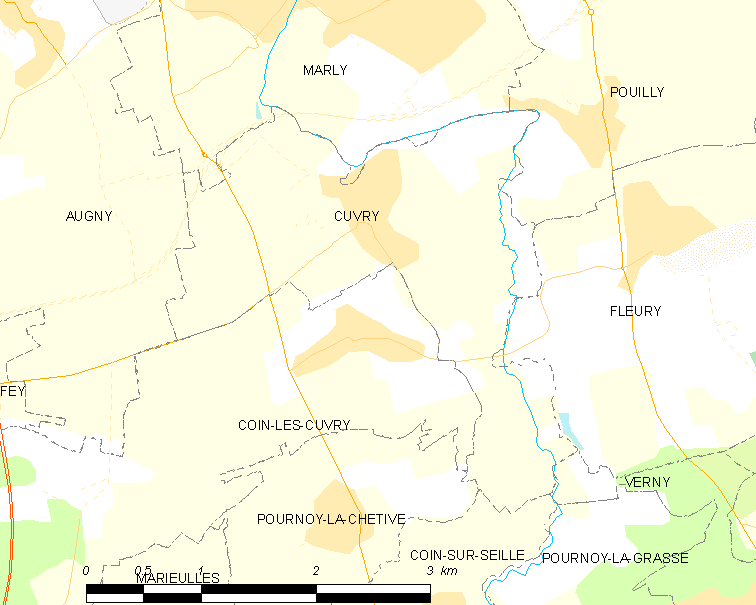
屈夫里的OSM定位图

屈夫里的时区为UTC+01:00、UTC+02:00（夏令时）。

## 行政
屈夫里的邮政编码为57420，INSEE市镇编码为57162。

## 政治
屈夫里所属的省级选区为摩泽尔山坡县。

## 人口

1962-2008年间屈夫里人口变化图示

屈夫里于2022年1月1日时的人口数量为1040人。